# Космохлор
Космохлор, юріїт — мінерал, хромистий аналог жадеїту. Група піроксенів.

## Етимологія та історія
Названий за прізвищем американського дослідника Г. К. Юрі (H.C.Urey). Був описаний у 1965 році C.Frondel, C.Klein за зразками з метеоріту Толука (Toluca). Ці автори припускали ймовірність того, що мінерал, описаний Ласпейресом у 1897 р. з того ж метеорита під назвою космохлор, може бути одним і тим же мінералом. Рентгенологічне дослідження матеріалу з Боннської колекції з міткою 'Kosmochlor' почерком Ласпейреса встановило добрий збіг з даними Frondel та Klein.

## Опис
Формула: NaCr[Si2O6].
Сингонія моноклінна. Призматичний вид. Форми виділення: зернисті аґреґати, вкрапленість. Спайність досконала по (110). Густина 3,6. Твердість ~6. Колір смарагдово-зелений.

## Поширення
Виявлений у залізних метеоритах (включення у добрелеїті) Толука, штат Коауіла (Мексика).